# Lethe naias
Lethe naias är en fjärilsart som beskrevs av John Henry Leech 1889. Lethe naias ingår i släktet Lethe och familjen praktfjärilar. Inga underarter finns listade i Catalogue of Life.